# Guerra armenio-azerí
La guerra armenio-azerí, que comenzó después de la revolución rusa de 1917, fue una serie de brutales conflictos armados en 1918. Desde 1920 a 1922, tuvieron lugar durante la breve independencia de Armenia y de Azerbaiyán. El conflicto careció de un patrón principal o una estructura armada estándar. El Imperio otomano y el Imperio británico estuvieron implicados en capacidades diferentes: el Imperio Otomano abandonó la región después de que fuera firmado el armisticio de Mudros, pero la influencia británica continuó hasta su retirada en 1920. Los conflictos civiles continuaron con la disputa de los distritos de la anterior gobernación de Elizavétpol, Zangezur, Najicheván y Karabaj. El uso de la guerrilla y las operaciones de semiguerrilla fueron las principales causas de la gran cantidad de víctimas civiles, que se produjeron durante la existencia de las recién creadas naciones. Las razones detrás del conflicto aún están lejos de resolverse después de casi un siglo.
Los historiadores tienen percepciones muy distintas de esta guerra, en la que según los historiadores de Armenia, la República Democrática de Armenia pretendió incluir para sí misma los territorios de Najicheván (Armenia Oriental) los territorios de la provincia de Ereván, así como las zonas oriental y meridional de la provincia Elizavétpol (actual Gəncə).

## Antecedentes
Los primeros enfrentamientos entre la población armenia y los azeríes tuvieron lugar en Bakú, en febrero de 1905. Pronto, el conflicto se extendió a otras partes del Cáucaso, y el 5 de agosto de 1905 estalló el primer conflicto entre la población armenia y la azerí, que se desarrolló en Shusha. Como resultado de los pogromos y las matanzas mutuas, cientos de personas murieron y más de 200 casas fueron incendiadas sólo en la ciudad de Shusha.

### Etapas
En marzo de 1918, las tensiones étnicas y religiosas aumentaron y desde Bakú comenzó un conflicto armenio-azerí. El Musavat y el Comité de Unión y Progreso fueron acusados de pan-turquismo por los bolcheviques y sus aliados. Los armenios y las milicias musulmanas participaron en la confrontación armada y oficialmente los bolcheviques se declararon neutrales, pero apoyaron tácitamente a la parte armenia. Como resultado de ello, miles de musulmanes fueron asesinados por los extremistas Dashnaks armenios. Los musulmanes fueron expulsados de Bakú.
Mientras tanto la detención del general Talyshinski, comandante de la división de Azerbaiyán, y de algunos de sus funcionarios de los cuales todos llegaron a Bakú el pasado 9 de marzo, aumentó de los sentimientos antisoviéticos entre la población azerí. El 30 de marzo la Unión Soviética basada en un informe infundado de que los musulmanes, que tripulaban la nave Evelina, estaban armados y dispuestos a una rebelión contra la Unión Soviética, la tripulación que trató de resistir fue desarmada. Esto condujo a un derramamiento de sangre de 3 días, dando como resultado la matanza de hasta 12 000 azeríes por los bolcheviques y de las unidades armadas de Armenia.
Los bolcheviques cuentan los acontecimientos de marzo de 1918 en Bakú y es presentado por Victor Serge en A un año de la revolución rusa: "El Soviet en Bakú, dirigido por Shaumyan, mientras tanto se nombre al gobernante de la zona, pero discretamente inconfundible. a raíz de la revuelta musulmana de 18 de marzo, tuvo que introducir una dictadura. Este aumento, instigado por el Müsavat, sistema tártara y la población turca, encabezada por su burguesía reaccionaria, en contra de la Unión Soviética, que consiste de apoyo de la minoría de armenios por los rusos. La masacre contra estas etnias comenzó en las calles. La mayoría de los trabajadores portuarios turcos (el ambal), o bien se mantuvo neutral o apoyaba a la Tintos. El concurso fue ganado por los soviéticos."

### Lucha por Bakú y Karabaj, 1918-1919

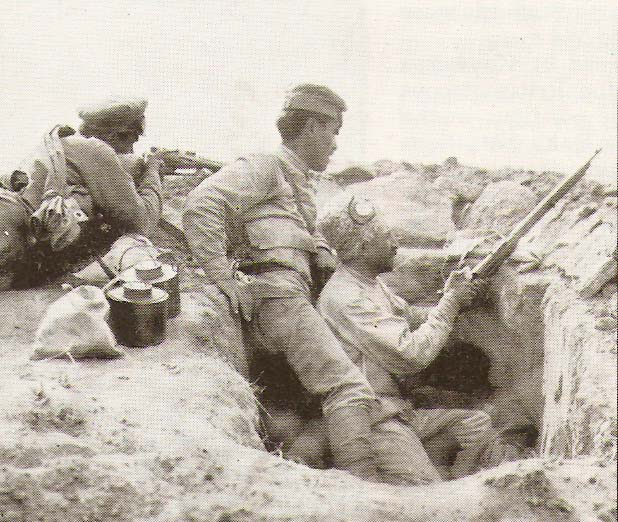
Soldados armenios durante la Batalla de Bakú.

Al mismo tiempo, la Comuna de Bakú se involucró en combates con el Ejército Otomano del Cáucaso, que avanzó y sitió Gəncə. Enver Pasha, general del Imperio otomano, comenzó a avanzar con el recién creado Ejército del Islam. Las principales batallas se produjeron en Yevlaj y Agdash, donde los turcos hicieron frente y derrotaron al Dashnak y a las fuerzas rusas.
Dunsterville ordenó la evacuación de la ciudad el 14 de septiembre, tras seis semanas de ocupación, y se retiró a Irán, la mayoría de la población armenia escapó con las fuerzas británicas. El Ejército del Islam otomano y sus aliados azeríes, dirigidos por Nuri Pasha, entraron en Bakú el 15 de septiembre y asesinaron entre 10 000-20 000 armenios como represalia por la masacre de los musulmanes en marzo.
La capital de Azerbaiyán finalmente fue trasladada desde Gəncə a Bakú. Sin embargo, después del armisticio de Mudros entre el Reino Unido y el Imperio otomano el 30 de octubre de tropas turcas fueron sustituidas por las de la Triple Entente. dirigidas por el general británico W. Thomson, a los que se declaró a sí mismo el gobernador militar de Bakú, 5000 soldados de la Commonwealth llegaron a Bakú el 17 de noviembre de 1918. Por orden del General Thomson, se aplicó la ley marcial en Bakú.
El Gobierno armenio intentó varias veces entrar en Shusha. A partir de 1918, se declaró República de la Armenia Montañosa en la región. Sin embargo durante todo el verano de 1918, los armenios de la región montañosa Karabaj, bajo la dirección de Andranik Ozanian resistió al 3.er ejército otomano.
En agosto, se creó un gobierno independiente en Shusha, el centro administrativo de la región. El conflicto fue feroz, pero indeciso. Las milicias de armenios bajo el mando del Andranik diezmaron una unidad otomano que trataba de avanzar a Varanda. Los conflictos armados entre estas unidades continuaron hasta el Armisticio de Mudros. Después del armisticio, el Imperio otomano comenzó a retirar sus fuerzas, y las fuerzas bajo el mando de Andranik ocupó el Alto Karabaj. En el Armisticio de Mudros General Andranik fue traído para ver la posibilidad de crear una base para una mayor expansión hacia el este y formar un corredor estratégico con Nakhichevan, En enero de 1919 las tropas armenias avanzaron hacia Shusha, donde capturaron y destruyeron 9 aldeas azeríes en su camino, pero finalmente tuvieron que retirarse. Justo antes de la firma del Armisticio de Mudros, Andranik avanzó desde Zanghezur a Shusha, para tomar el control de la principal ciudad de Karabaj. En enero de 1919, mientras que la promoción de las tropas armenias, Andranik ordenó volver a Zangezur el Dunsterforce, y le dio la seguridad de que este conflicto puede ser resuelto con la Conferencia de Paz de París de 1919. Andranik retiró sus unidades de mando y los británicos en Bakú cedieron el control al Dr Khosrov Bek Sultanov. Khosrov bek Sultanov, un nativo de Karabaj fue nombrado el gobernador general de Karabaj. Tenía tres ayudantes armenios y tres ayudantes azeríes.

### Lucha por Karabaj, a principios de 1920
El mayor enfrentamiento entre las etnias armenia y azerí tuvo lugar en Shusha entre marzo y abril de 1920. En la noche entre de los días 21 y 22 de marzo de 1920, cuando los azeríes celebraban el Equinoccio de Primavera (Novruz Bayram), los armenios de Karabaj iniciaron una revuelta y comenzó un ataque por sorpresa.
Se apoderaron de los enclaves de Shusha, Khankendi, Askeran y la fortaleza, atacando a los azeríes dentro de la ciudad quemando las casas en su camino.
El 22 y 23 de marzo de 1920, tuvieron lugar las Masacres de Shushi en Shusha (Shushi) que causó muchas muertes de armenios y la destrucción de un cuarto de la ciudad.
La intensidad de los combates aumentó en febrero de 1920 y se implantó la ley marcial en Karabaj, que entró en vigor por el recién formado Ejército Nacional, dirigido por el general Samedbey Mehmandarov.

### Sovietización de Azerbaiyán, abril de 1920
A principios de abril de 1920 la República Democrática de Azerbaiyán se encontraba en una situación muy agitada. En el oeste, los armenios seguían ocupando gran parte del territorio azerí, en el este, los comunistas locales azeríes se rebelaron contra el gobierno, y en el norte de Rusia el Ejército Rojo estaba constantemente en movimiento hacia el sur, después de haber derrotado a las fuerzas rusas blancas de Denikin.
El 27 de abril de 1920 el gobierno de la República Democrática de Azerbaiyán recibió la noticia de que el ejército soviético estaba a punto de cruzar la frontera norte e invadir la República Democrática de Azerbaiyán. Frente a una situación tan difícil, el gobierno se entregó oficialmente a los soviéticos, pero muchos de los generales y de las milicias locales azerí resistieron al avance de las fuerzas soviéticas, y se hacía un tiempo para que los soviéticos estabilizaran a la recién proclamada República Socialista Soviética de Azerbaiyán, encabezada por El líder bolchevique azerí Nariman Narimanov.
Mientras que en el gobierno y el ejército azerí reinaba el caos, el ejército armenio y las milicias armenias locales aprovecharon la oportunidad para afirmar su control sobre los territorios disputados, ocupando Shusha, Khankendi, y otras ciudades importantes. A finales de abril las fuerzas armenias tenían el control de la mayor parte de los territorios disputados, incluido Karabaj y las zonas circundantes. Otros territorios capturados en la zona incluyeron Najicheván y gran parte del distrito de Kazajo-Shamshadin. Entre tanto, los comunistas de Armenia intentaron un golpe de Estado en Armenia, pero finalmente fracasó.

### Contraataque soviético-azerí, mayo de 1920
Después de ganar el control firme de Azerbaiyán, las fuerzas soviéticas se movilizaron para reclamar las áreas liberadas por los armenios en el oeste. Reorganizaron las líneas soviéticas y al ejército azerí, que fue equipado de nuevo pero con armas rusas.
La ofensiva ruso-azerí comenzó a principios de junio y dio lugar a una derrota rápida de las fuerzas armenias. El 5 de junio las fuerzas armenias fueron expulsadas de Shusha. A principios de julio los armenios se retiraron de Tatev y sufrieron varias derrotas en área del Kazajo-Shamshadin. El 28 de julio las fuerza soviéticas y sus aliados turcos efectuaron un asalto en la ciudad de Najichevan, expulsando a las fuerzas armenias y estableciendo la ocupación de la provincia de Najichevan. A principios de agosto, las tropas armenias hicieron otra tentativa de asumir el control Najichevan, pero fueron derrotadas en Shakh-Takhty y por el cuerpo común de tropas soviético-turco.
El 10 de agosto de 1920, un acuerdo de alto el fuego fue firmado en Ereván entre las fuerzas soviéticas y armenias, terminando así las hostilidades y forzando a Armenia a reconocer el control azerí de Karabaj y la independencia temporal de Najichevan. Las luchas esporádicas continuaron en el distrito de Karabaj en donde varios armenios rehusaron de terminar la guerra de guerrilla.

### Fin de las hostilidades, septiembre-noviembre de 1920
En septiembre de 1920 Armenia se encontraba en una amarga guerra en otro frente contra los revolucionarios de Turquía. En la Guerra Turco-Armenia que duró de septiembre a noviembre de 1920, Armenia fue despojada de la mayor parte de sus territorios al suroeste, incluidas Kars y Alexandropol, el ejército armenio había agotado drásticamente su capacidad militar y los flancos armenios estaban rotos y abandonados. Sin embargo, las fuerzas turcas no pudieron derrotar totalmente a Armenia, y después de su derrota, cerca de Ereván, Turquía firmó el alto el fuego.
A finales de noviembre, hubo otro levantamiento comunista en Armenia respaldado por los soviéticos. El 28 de noviembre de 1920, Armenia fue culpada de las invasiones de Sharur el (20 de noviembre de 1920) y Karabaj (21 de noviembre de 1920), el 11.ª Ejército Rojo bajo el mando de Anatoli Gekker, cruzó el 29 la línea de demarcación entre la República Democrática de Armenia y la República Democrática de Azerbaiyán, ocupando Ijeván. La segunda guerra armenio-soviético duró solo una semana.

## Consecuencias
El Movimiento de Liberación Nacional Armenio estaba agotado por los 6 años de permanentes guerras y conflictos, el ejército armenio y el población eran incapaces de sostener cualquier otra resistencia activa.

### Sovietización de Armenia, diciembre de 1920

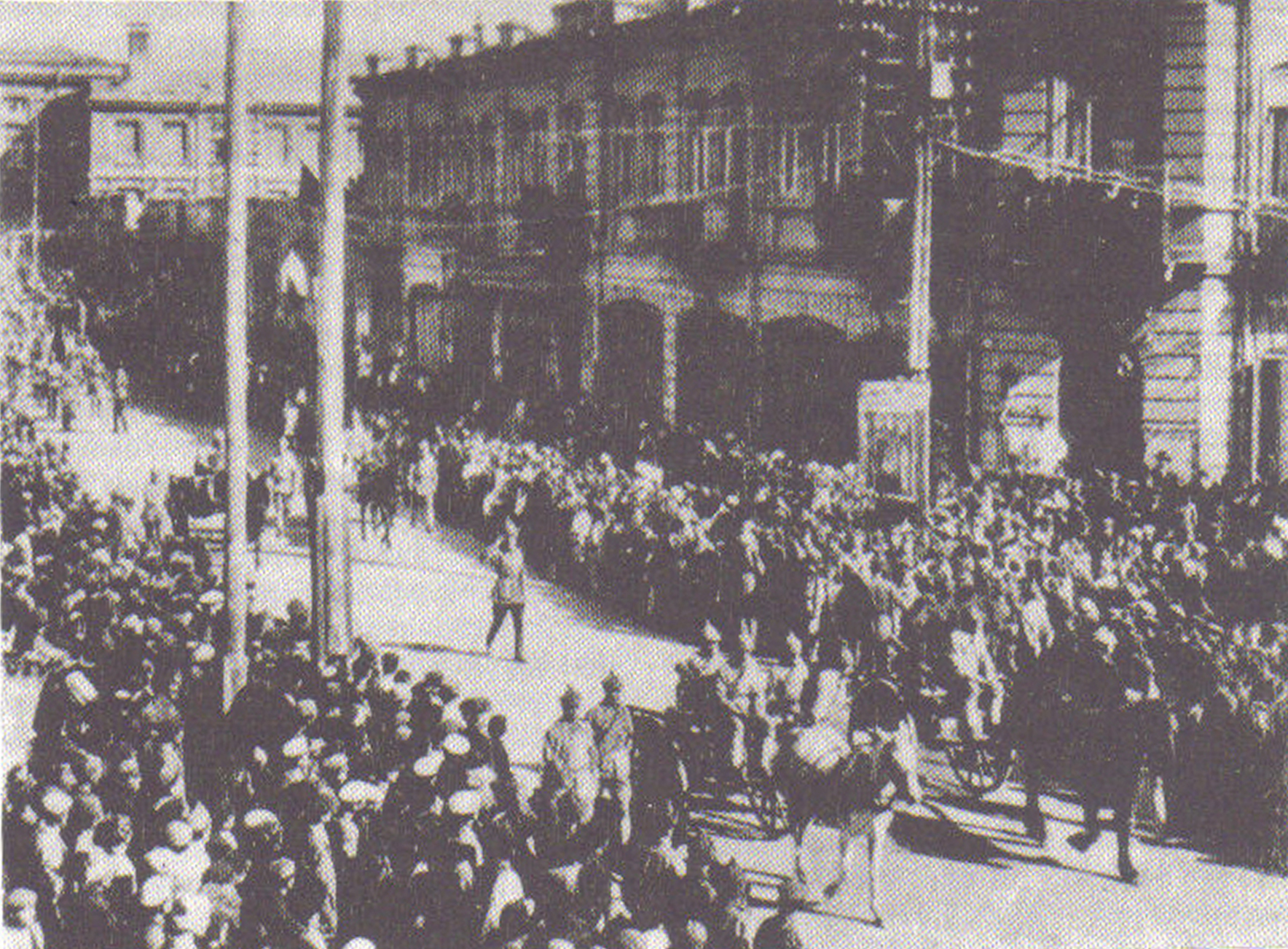
El 11.º Ejército del Ejército Rojo entrando en Ereván en 1920.

El 4 de diciembre de 1920, cuando el Ejército Rojo entró en Ereván, el gobierno de la República Democrática de Armenia entregó en poder. El 5 de diciembre, el Comité Revolucionario Armenio (Revkom; formada por la mayoría de los armenios de Azerbaiyán) también entraron en la ciudad. Por último, al día siguiente, el 6 de diciembre, Félix Dzerzhinski, de la temida policía secreta, "la Cheka", entró en Ereván, así efectivamente puso fin a toda existencia de la República Democrática de Armenia.
Se proclamó la República Socialista Soviética de Armenia, bajo la dirección de Aleksandr Miasnikyan.

### Tratado de Kars, 23 de octubre de 1921
La violencia en Transcaucasia se resolvió finalmente con un tratado de amistad entre Turquía y la Unión Soviética, el tratado de Kars, que fue firmado en Kars por representantes de la República Socialista Federativa Soviética de Rusia, la República Socialista Soviética de Azerbaiyán, la República Socialista Soviética de Armenia, la República Socialista Soviética de Georgia y Turquía. Turquía además había suscrito otro acuerdo con Rusia, el "Tratado de Amistad y Hermandad", también llamado Tratado de Moscú, firmado el 16 de marzo de 1921.
Mediante este tratado Najicheván obtuvo el título de región autónoma dentro de Azerbaiyán. Turquía y Rusia se convirtieron en garantes de la situación de Najicheván. Turquía acordó devolver Alexandropol y Batumi a Armenia y Georgia.